# カンブリア語
カンブリア語（英: Cumbric language）はケルト語派ブリソン諸語に属す言語。現在死語で、イングランド北部、スコットランド南部にて話された。カンブリアとはウェールズのラテン語名である。
古ウェールズ語やブリソン諸語に近縁である。地名から、カンブリア語話者は北イングランドの別の場所にも移入したことが考えられる。より南のペンドルやヨークシャー・デイルズでも話された可能性がある。ほとんどの言語学者がカンブリア語は12世紀に消滅したと考えている。

Linguistic division in early twelfth century Scotland.
ゲール語
北ゲール語 zone
英語
カンブリア語ゾーン